# ألبا سوليس
ألبا سوليس (بالإسبانية: Alba Solís)‏ هي نجمة سينما ‏ ومغنية وممثلة أرجنتينية، ولدت في 18 أكتوبر 1927 ببوينس آيرس في الأرجنتين، وتوفيت بنفس المكان في 3 فبراير 2016 بسبب قصور القلب.

## وصلات خارجية
- ألبا سوليس على موقع IMDb (الإنجليزية)
- ألبا سوليس على موقع ميوزك برينز (الإنجليزية)
- ألبا سوليس على موقع قاعدة بيانات برودواي على الإنترنت (الإنجليزية)
- ألبا سوليس على موقع ديسكوغز (الإنجليزية)